# Kościół św. Marcina w Kuczkowie
Kościół św. Marcina w Kuczkowie – rzymskokatolicki kościół parafialny zlokalizowany w Kuczkowie w powiecie pleszewskim, w województwie wielkopolskim. 
Dnia 25 marca 2009 roku biskupi kaliski Stanisław Napierała, specjalnym dekretem wyraził zgodę na oficjalne włączenie kościoła na listę Sanktuariów Maryjnych z wizerunkami niekoronowanymi na terenie diecezji, jako Sanktuarium Matki Bożej z Dzieciątkiem w Kuczkowie. 

## Historia

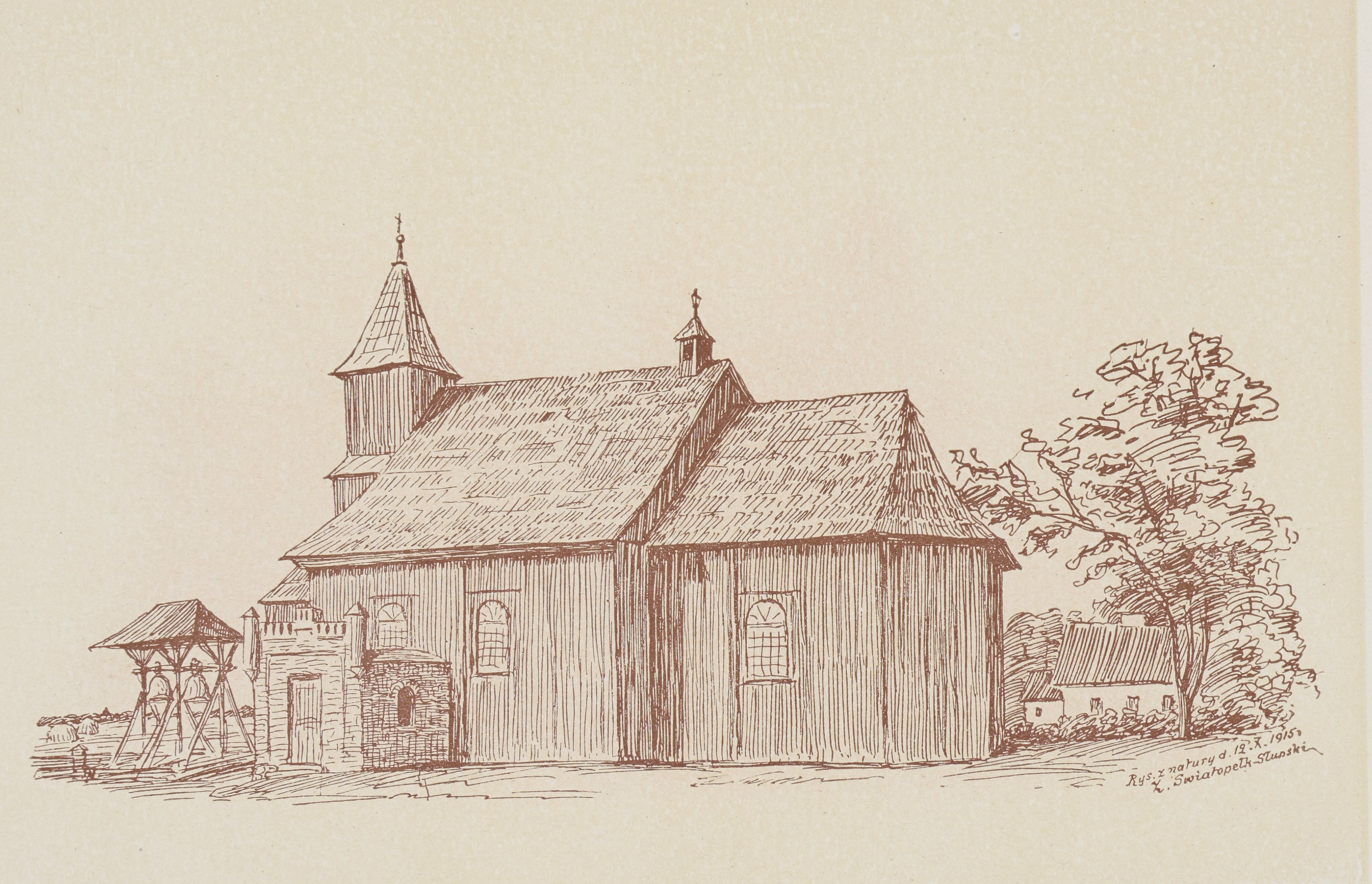
Widok kościoła przed 1917

Obiekt wznosi się w niedużej odległości od głównego skrzyżowania wsi. Reprezentuje styl neobarokowy i zbudowany w 1927 według projektu Stefana Cybichowskiego. 
W 1409 wymieniany był we wsi proboszcz (Andrzej). Z 1488 pochodzi najstarszy dokument parafialny. Pierwszą oficjalną wzmiankę o utworzeniu Kościoła parafialnego zapisano w 1521. Sprawozdanie wizytacyjne parafii z 1639 wspomina o umieszczonym w kościele obrazie Matki Bożej słowami: Ołtarz posiada Obraz bardzo Chwalebnej Dziewicy Maryi niosącej narodzonego Jezusa. Kościół uległ zniszczeniu z uwagi na zły stan techniczny około 1700-1725, a na jego miejscu wzniesiono kolejną drewnianą świątynię. Spaliła się ona od uderzenia pioruna. W 1923 rozpoczęto budowę obecnego kościoła (konsekrowano go w 1927 - arcybiskup August Hlond w podziękowaniu za powołanie pochodzącego z okolicy biskupa Jana Aleksandra Lipskiego). Wewnątrz znajdują się m.in.: obraz Matki Boskiej z XVIII wieku (w ołtarzu głównym) i późnogotycka rzeźba Matki Boskiej z Dzieciątkiem z początku XVI wieku.

## Architektura
Świątynię wybudowano na rzucie prostokąta z pięcioboczną absydą od południa i wieżą na planie kwadratu od północy. Wieża zwieńczona jest ośmiobocznym bębnem ze smukłym hełmem z krzyżem. W bocznych ścianach nawy istnieją pełnołukowe otwory okienne z witrażami. W ścianach absydy są podobne, lecz mniejsze.

## Wyposażenie
Neobarokowe wyposażenie jest jednolite stylowo. Ołtarz stojący w absydzie to obiekt z licznymi kolumnami i z pozłacanymi ornamentami. Ponad nimi stoją rzeźby i płaskorzeźby, przedstawiające anioły. W centrum ołtarza zawieszono łaskami słynący Obraz Matki Bożej. Tabernakulum z krucyfiksem ozdobione jest pozłacanymi kolumienkami. W kościele znajdują się rzeźba św. Józefa z Dzieciątkiem oraz zlokalizowana przy wejściu figura Matki Boskiej z Dzieciątkiem (XVII wiek). W narożnikach przed absydą umieszczono dwa ołtarze boczne, stylowo nawiązujące do głównego. Mają one obrazy wizerunki św. Teresy od Dzieciątka Jezus oraz Najświętszego Serca Pana Jezusa. Element wyposażenia kościoła stanowią także drewniana chrzcielnica oraz zdobiona ambona z daszkiem. Empora chórowa połączona i prospekt organowy są też jednolite stylowo. 

## Tablica pamiątkowa
Tablica pamiątkowa ufundowana przez parafian ma napis: Ks. Walerianowi Murachowi, ur. 1888 r., zm. 1959 r., Radcy Duchownemu, Proboszczowi w Kuczkowie od 1923 r. do 1927 r., Budowniczemu Tego Kościoła, wdzięczni parafianie. R. i. p.